# 송병선
송병선(宋秉璿 1836년 ∼ 1905년)은 조선 말기의 유학자이다. 본관은 은진으로 문정공 우암 송시열의 9대손이다.
을사조약 후 고종을 알현하고 상소 10조를 바치며 진언하였다. 다음날 경무사 윤철규에 속아 성밖으로 끌려나왔으며 고향 회덕으로 귀향하였다. 그 해 음력 12월 30일에 우암선생의 고택이 있는 회덕 석촌마을로 들어가 북쪽을 향해 네번 절한 후 독약을 꺼내 먹고 자결하였다. 1962년 건국훈장 국민장이 추서되었다.

## 유소
| “ | 모든 적의 무리들을 아직 제거하지 못하고 모든 조약 체결 또한 아직 폐하지 못하였으니 이는 500년 종사를 오늘날에 이르러 망하게 하는 것입니다. 또한 5천년간 지속되어온 우리의 맥이 오늘에 와서 단절되었으니 이제 신이 어찌 살아가겠습니까?... 폐하께서는 왕으로서의 위엄을 더욱 펴시고 잘못 체결된 조약들을 폐기하시어 국권을 회복하고 사람을 가려 직책을 맡기시어 우리 국민들을 보호사신다면 우리의 종묘사직이 영원토록 보존되고 우리 민족의 맥이 끊어지지 않을 것입니다. | ” |
|   | — 박은식, 《한국통사》(김승일 역, 범우사. 1997) 348~349쪽. |   |

게속 진행이 되었다

## 친척
아이러니하게도 송병선과 정반대의 행동을 해 을사늑약으로 조선을 멸망시킨 송병준은 송병선의 친척 동생에 해당된다.

### 후손
현손은 제26대 해군참모총장을 역임한 송영무(宋永武)이다. 2017년 7월13일 문재인 정부 초대 국방장관(45대)에 임명되었다.

## 관련 문화재
- 송병선 연재문집 목판 - 경상남도 유형문화재 제312호
- 서벽정 - 전라북도 기념물 제80호

## 같이 보기
| - 을사 보호 조약 - 송시열 - 송준길 - 송병준 - 김구 - 송병조 - 이상설 - 민영환 - 윤치호 - 한규설 - 문충사 - 송영무 |

1. ↑  자 송기태(宋基泰), 손 송주석(宋疇錫), 증손 송유원(宋有源), 고손 송이상(宋理相), 5대손 송환실(宋煥實), 6대손 송직규(宋直圭), 7대손 송흠학(宋欽學), 8대손 송면수(宋勉洙), 9대손 송병선(宋秉璿) 순으로 이어진다.